# Деан Дворник
Деан Дворник (Сплит, 27. фебруар 1963) је хрватски музичар, певач, композитор и текстописац.

## Биографија
Године 1983 Деан Дворник издаје први албум са групом Кинески зид, где се појављује као аутор музике, текста и басисте, заједно са својим братом Дином Дворником, који је био певач (уједно и аутор музике).
1986. наступа самостално на Загребфесту са композицијом „Кључ” која је била веома популарна. Након тога одлази у САД и остаје до 1993.
Године 1994. снимио је први сингл "Држ' ме чврсто" као најаву свог деби студијског албума.
Године 1995. издаје свој деби студијски албум Back to reality за Croatia Records. Албум су обележиле песме: "Држ' ме чрвсто" и "Моја Розита". На Сплитском фестивалу 1995. извео је композицију "Моја Розита" са Влатком Покос, Тедијем Спалатом и Неном Беланом, а потом и велики хит Задарфеста "Само за њу". Исте године излази и компилација Само реци не, где је Деан био продуцент и аутор композиције „Само реци не“ у којој су учествовала 44 сплитска извођача.
Године 1997. излази други студијски албум Чувар сна. Албум је веома добро прошао код публике и музичке критике. Албум су обележиле песме: „Чувар сна“, „Ја видим све“, „Ти и ја кад збројимо све“ и „Само за њу“.
1999. године излази трећи студијски албум "Кључ". На албуму је и композиција „Балада о Шарку” уз гостовање оца Бориса Дворника, која је била саставни део представе Миљенка Смоје, Ја и мој мали кумпањо. Албум су обележиле песме: "Кључ" и "Балада о Шарку".
Године 2002. придружио се групи The Obala као басиста и певач, на албуму Истините пиче.
Године 2005. вратио се самосталној каријери након 6 година и издао свој четврти студијски албум "Кад одеш ти". Албум су обележиле песме: „Кад одеш ти”, „То није у реду”, „Можда” и „Стасави ме Боже с њом”.
2012. године, после 7 година паузе, издаје шести студијски албум посвећен брату и оцу Чувам сваку кап.

## Дискографија

### Студијски албуми
- 1995. - Back to reality
- 1997. - Чувар сна
- 1999. - Кључ
- 2005. - Кад одеш ти
- 2012. - Чувам сваку кап
- 2018. - Да је мени бити море[7]